# Walter de Gruyter
Walter de Gruyter, född 10 maj 1862 i Duisburg, död 6 september 1923 i Berlin, var en tysk bokförläggare.
Gruyter övertog 1896 Verlag Georg Reimer, och efter hand flera andra förlag som Göschen, Guttentag, Trübner, Veit & co. Efter deras sammanslagning uppstod firman 'Walter de Gruyter & co. med säte i Berlin och filial i Leipzig. Förlaget har utgett vetenskapliga och skönlitterära verk samt bland annat Kürschners deutscher Literatur-Kalender och Deutscher Gelehrten-Kalender.